# 5.ª División Panzer SS Wiking
La 5.ª División Panzer SS Wiking (o 5.ª División Panzergrenadier SS Wiking) fue una división de las Waffen SS alemanas constituida por voluntarios extranjeros, en buena parte escandinavos pero también de otros países europeos. Durante la Segunda Guerra Mundial, la división evolucionó pasando de ser una unidad de infantería motorizada a una Panzerdivision. Se formó a finales de 1940 con el nombre de Germania. En enero de 1941 cambió su nombre por el de Wiking. La División recibió un total de 55 Cruces de Caballero de la Cruz de Hierro entre todos sus integrantes.

## Historial

### Formación
A raíz del éxito de las divisiones 1.ª División Leibstandarte SS Adolf Hitler, 2.ª División SS Das Reich y 3.ª División SS Totenkopf durante la campaña de Polonia, se decidió aumentar el número de divisiones de las Waffen SS. Habida cuenta del creciente flujo de voluntarios extranjeros, especialmente procedentes de Dinamarca, Holanda y Noruega, se tomó la decisión de una unidad específica para dichos voluntarios. La División, que inicialmente debía llamarse 5.ª División Nórdica, se constituyó con numerosos voluntarios nórdicos, mezclados con veteranos SS de origen germánico.

### Operaciones
Formada en noviembre de 1940, la División participó en el Frente Oriental en junio de 1941, especialmente en la invasión de la Unión Soviética. Intervino en combates en las zonas de Tarnópol, Zhitómir y Cherkasy, en noviembre de ese año, llegando al límite del avance alemán en diciembre de 1941.
En el verano de 1942 tomó parte activa en la operación Azul (la ofensiva alemana de verano en el Cáucaso), tras la cual participó en combates defensivos a orillas del río Don. En el mes de noviembre del mismo año sufrió una importante reorganización interna y se transforma en una SS-Panzer-Grenadier-Division.
En enero de 1943 la división luchó en el Cáucaso, Rostov del Don y en el Kubán. Combatió en Ucrania y Járkov (cuarta batalla de Járkov) entre marzo y julio de 1943, y en octubre pasó a ser una Panzer Division. Las unidades blindadas de la división quedaron rodeadas y fueron destruidas en la batalla de Korsun-Cherkasy.
Tras volver a ser reorganizada una vez más, tomó parte en los combates defensivos en el este de Polonia, especialmente sobre el frente defensivo establecido en el río Vístula, entre julio y diciembre de 1944.
A comienzos de 1945 fue trasladada al sur, y en el mes de enero participó activamente en la batalla de Budapest, sufriendo importantes pérdidas. Dos meses después intervino en la operación Despertar de Primavera (más conocida como ofensiva del Lago Balatón), que constituyó la última ofensiva de importancia que emprendió la Alemania nazi durante la Segunda Guerra Mundial. Después de sufrir enormes pérdidas frente a las muy superiores fuerzas soviéticas, y con el fracaso rotundo de la operación, la división optó por retirarse hacia Checoslovaquia, donde se rindió a las fuerzas aliadas en mayo de 1945.

## Orden de batalla

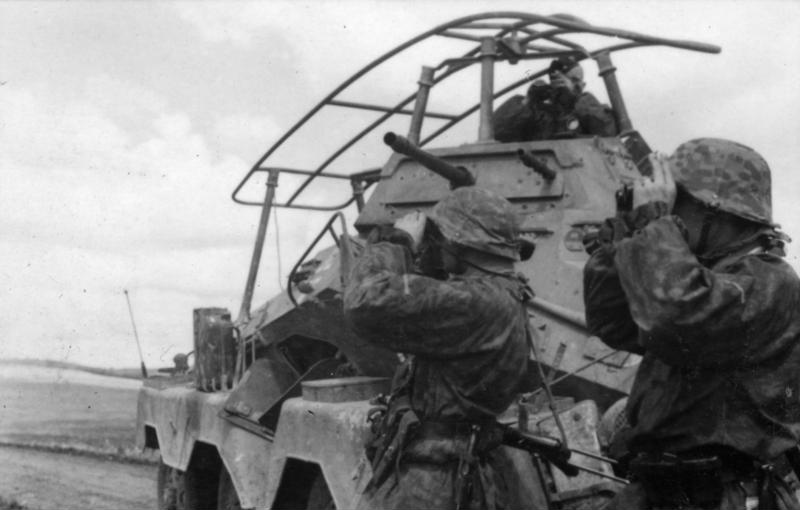
Tropas de la División Wiking en la Unión Soviética, durante la Operación Barbarroja (1941).

### Febrero de 1943
SS Panzergrenadier Division Wiking
- Regimiento de granaderos Panzer SS Germania
- Regimiento de granaderos Panzer SS Nordland (retirado a fines de 1943)
- Regimiento de granaderos Panzer SS Westland
- Batallón de voluntarios finlandeses de las Waffen-SS (retirado en 1943)
- Unidad SS de tanques "Wiking"
- Regimiento de artillería 5
- Unidad de cazadores tanquistas
- Unidad de Reconocimiento
- Unidad de artillería antiaérea
- Unidad de Ingenieros
- Unidad de Comunicaciones
- Batallón de reemplazo de campaña
- Unidades de Intendencia

### Abril de 1944
5.SS-Panzer Division Wiking

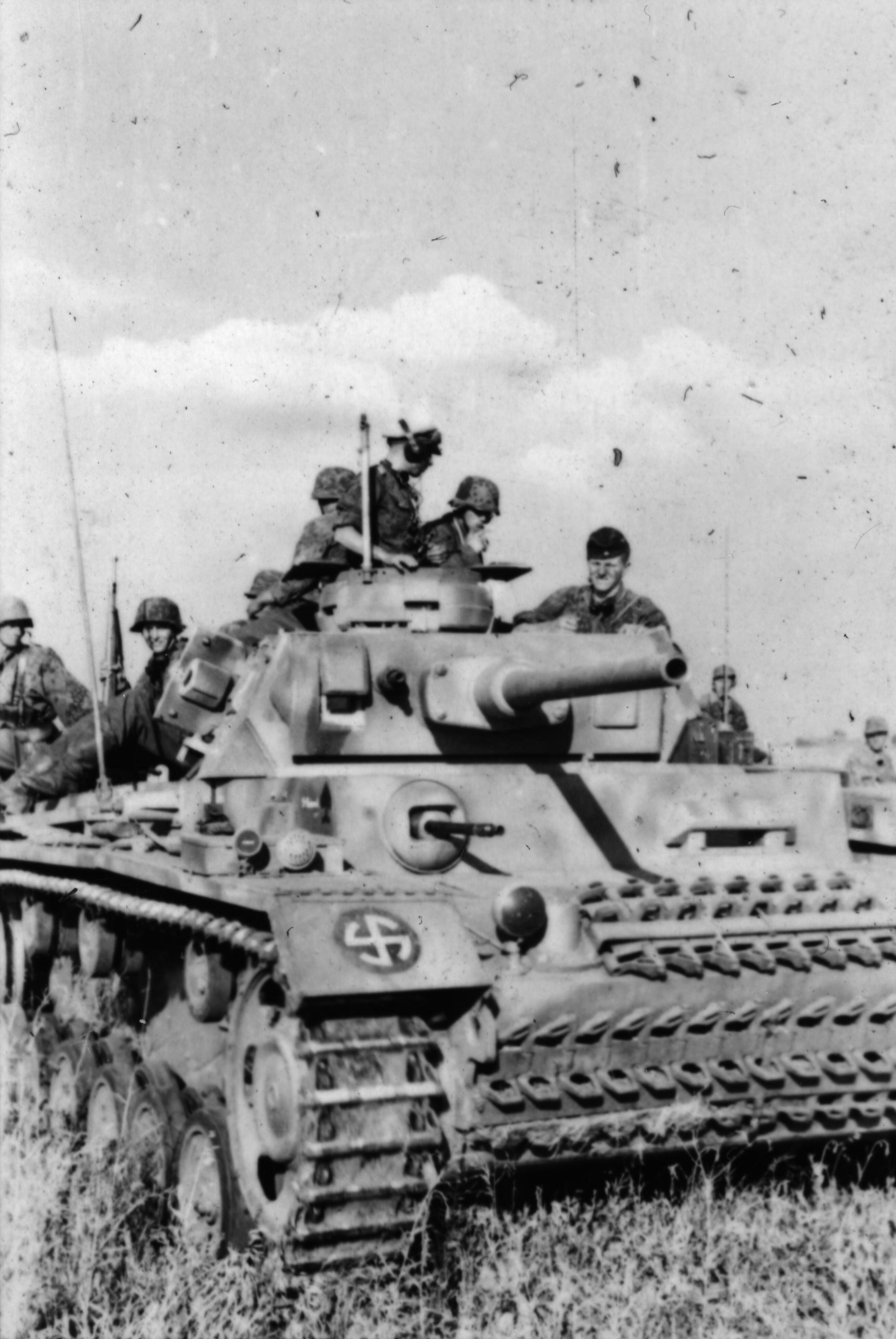
Tropas de la División Wiking en su avance por el Cáucaso, durante la Operación Azul (verano de 1942).

- SS-Panzergrenadier Regiment 9 Germania
- SS-Panzergrenadier Regiment 10 Westland
- SS-Panzer Regiment 5
- SS-Panzer Artillerie Regiment 5
- Estnisches SS-Freiwilligen-Panzer-Grenadier-Battalion Narwa (retirado en 1944)
- SS-Sturmbrigade Wallonien (retirado en 1944)
- SS-Panzerjager-Abteilung 5
- SS-Sturmgeschutz-Abteilung 5
- SS-Sturmgeschutz-Batterie 5
- SS-Panzer-Artillerie-Regiment 5
- SS-Flak-Abteilung 5
- SS-Werfer-Abteilung 5
- SS-Panzer-Nachrichten-Abteilung 5
- SS-Panzer-Aufklarungs-Abteilung 5
- SS-Panzer-Pionier-Battalion 5
- SS-Dina 5
- SS-Instandsetzungs-Abteilung 5
- SS-Wirtschafts-Battalion 5
- SS-Sanitats-Abteilung 5
- SS-Feldlazarett 5
- SS-Kriegsberichter-Zug 5
- SS-Feldgendarmerie-Trupp 5
- SS-Feldersatz-Battalion 5

## Comandantes
| N.º | Retrato | Comandante                                                 | Desde                  | Hasta                |
| --- | ------- | ---------------------------------------------------------- | ---------------------- | -------------------- |
| 1   |         | SS-Obergruppenführer Felix Steiner (1896-1966)             | 1 de diciembre de 1940 | 1 de mayo de 1943    |
| 2   |         | SS-Gruppenführer Herbert Gille (1897-1966)                 | 1 de mayo de 1943      | 6 de agosto de 1944  |
| 3   |         | SS-Standartenführer Eduard Deisenhofer (1909-1945)         | 6 de agosto de 1944    | 12 de agosto de 1944 |
| 4   |         | SS-Standartenführer Johannes-Rudolf Mühlenkamp (1910-1986) | 12 de agosto de 1944   | 9 de octubre de 1944 |
| 5   |         | SS-Oberführer Karl Ullrich (1910-1996)                     | 9 de octubre de 1944   | 5 de mayo de 1945    |